# Araneus xavantina
Araneus xavantina Levi, 1991 è un ragno appartenente alla famiglia Araneidae.

## Distribuzione
L'olotipo maschile è stato rinvenuto in una località del Brasile centrale: 260 km a nord di Nova Xavantina, nello stato del Mato Grosso.

## Tassonomia
Non sono stati esaminati esemplari di questa specie dal 1991
Attualmente, a dicembre 2013, non sono note sottospecie